# Alfred Haberl
Alfred Haberl (* 22. September 1921 in Rottenmann; † 13. November 2006 in Liezen) war ein österreichischer Politiker (SPÖ). Er war von 1953 bis 1979 Abgeordneter zum österreichischen Nationalrat.

## Leben
Haberl war nach der Pflichtschule als Industrieangestellter und Geschäftsführer tätig. Er heiratete im Juni 1958 Johanna 
Bernreiter und übersiedelte 1959 nach Liezen. Seine beiden Töchter und sein Sohn wurden zwischen 1957 und 1962 geboren. Haberl hatte zwischen 1952 und 1995 das Amt des Obmann der gemeinnützigen Wohn- und Siedlungsgenossenschaft inne und war Vorstandsvorsitzender des Konsum. Er war zudem Präsident des WSV Liezen, Bezirksobmannstellvertreter der SPÖ Liezen und Mitglied des Landesparteivorstandes der SPÖ Steiermark sowie des SPÖ-Zentralparteivorstandes. Er vertrat die SPÖ vom 18. März 1953 bis zum 4. Juni 1979 im Nationalrat. 

## Auszeichnungen
- 1963: Großes Silbernes Ehrenzeichen für Verdienste um die Republik Österreich[1]
- 1974: Großes Goldenes Ehrenzeichen für Verdienste um die Republik Österreich[2]
- 1980: Großes Silbernes Ehrenzeichen mit dem Stern für Verdienste um die Republik Österreich[3]
- 1981: Ehrenring der Stadt Liezen